# Lacrimoscopio

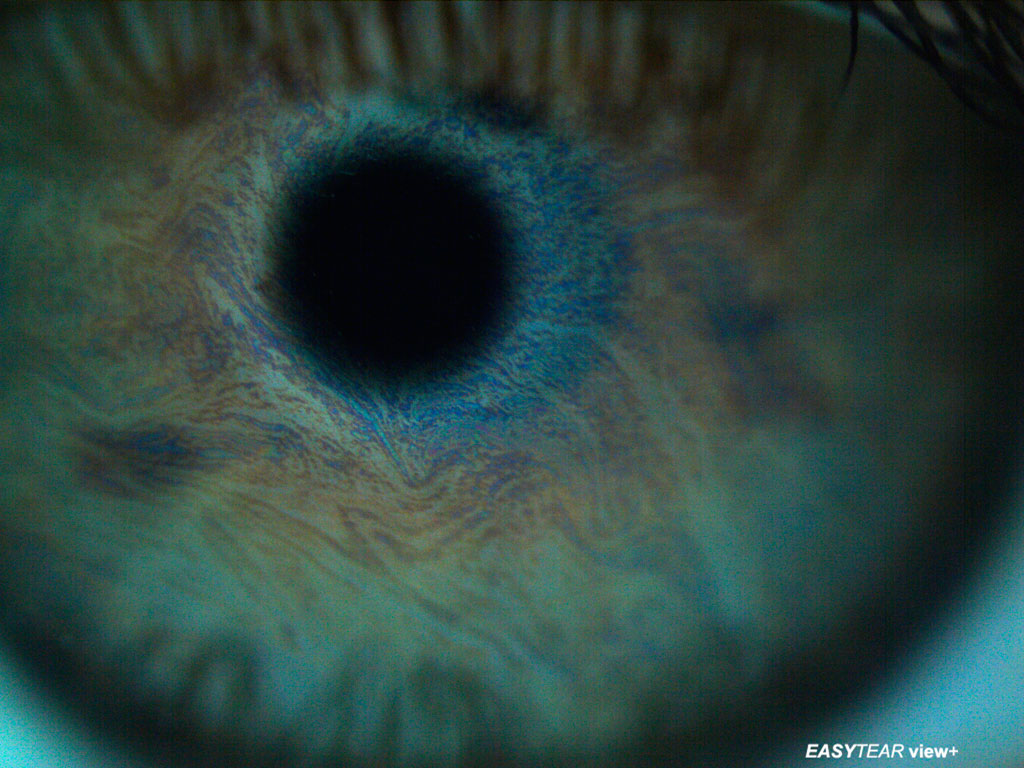
Pattern lipidico 1

Il lacrimoscopio è uno strumento oftalmico d'indagine specifico per l'osservazione del segmento anteriore dell'occhio umano in modo non invasivo ed indolore per effettuare la valutazione qualitativa e quantitativa della lacrima.
Il nome deriva dal greco σχίσιμο, lacrima, e σκοπή, skopé osservazione.

## Il film lacrimale

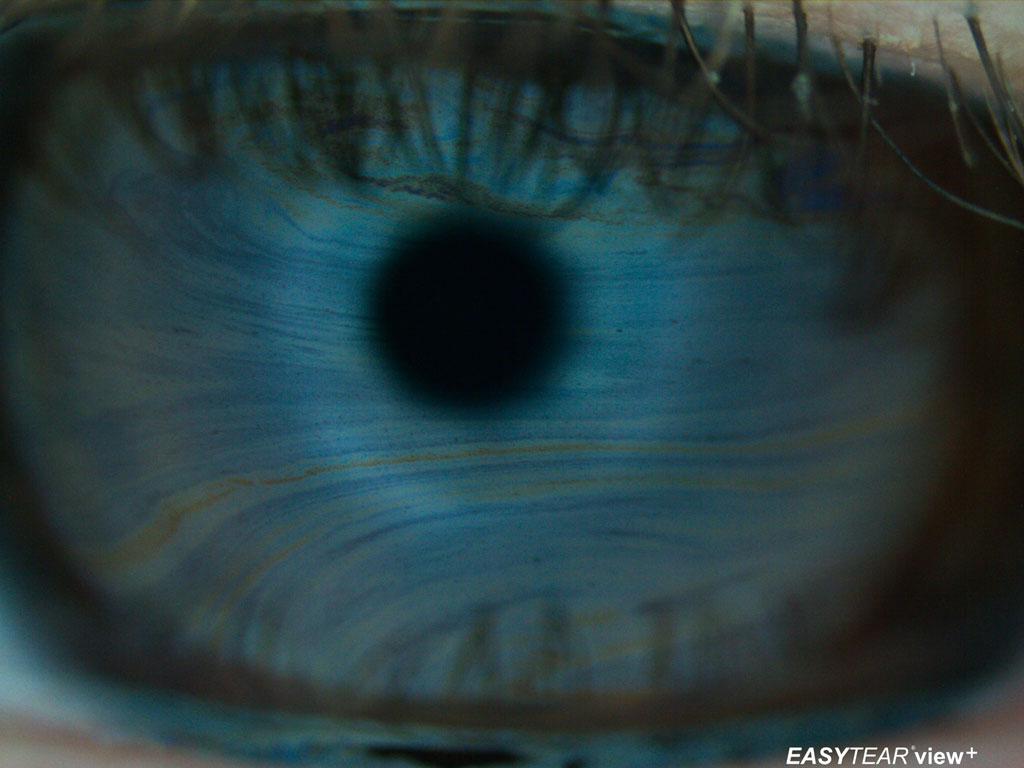
Pattern lipidico 2

Il film lacrimale è normalmente considerato come composto da tre strati. Lo strato basale mucoso, lo strato centrale di componente acquosa e lo strato superficiale lipidico.
Il film lacrimale si forma e viene mantenuto costante grazie all'azione dell'ammiccamento.
L'occhio secco e la disfunzione lacrimale sono tra le più comuni malattie oculari stimate dal 14% al 33% della popolazione adulta. Questa condizione aumenta poi fisiologicamente con l'età.
"l'occhio secco è una malattia multifattoriale delle lacrime e della superficie oculare che porta a sintomi di discomfort, disturbi visivi, instabilità  del film lacrimale con potenziale danno alla superficie oculare. È accompagnata da un aumento dell'osmolarità  del film lacrimale e dall'infiammazione della superficie oculare." (International Dry Eye WorkShop, 2007)
Il film lacrimale è la primaria superficie ottica di rifrazione dell'occhio e quindi la sua integrità e la stabilità sono fondamentali per mantenere una visione d'alta qualità e comfort oculare. La causa più frequente di queste malattie è dovuta ad una diminuzione dei componenti lacrimali e/o di un'aumentata evaporazione delle lacrime stesse.
In un occhio la struttura del film lacrimale può essere influenzata dalla somministrazione di un farmaco sistemico o locale, dalle condizioni generali di salute e da una serie di condizioni oculari.
Qualunque metodo utilizzato per la raccolta delle lacrime (test Schirmer, filo di cotone al rosso Fenolo) implica un certo trauma meccanico all'occhio che, a sua volta, determina una lacrimazione riflessa.
La valutazione del normale film lacrimale è resa difficile dalle qualità stesse del film e dalla sua trasparenza, dal piccolo volume (7μl), dallo spessore sottile (7 µm), nonché dalla lacrimazione riflessa, spesso indotta dal metodo di valutazione adottato. Un flusso lacrimale normale può essere aumentato di oltre 100 volte se viene stimolata la lacrimazione riflessa.
Una valutazione non invasiva è quindi essenziale e il tempo di rottura non invasivo (NIBUT) è test principale da eseguire.
Il lacrimoscopio consente di svolgere un esame più dettagliato del film lacrimale.

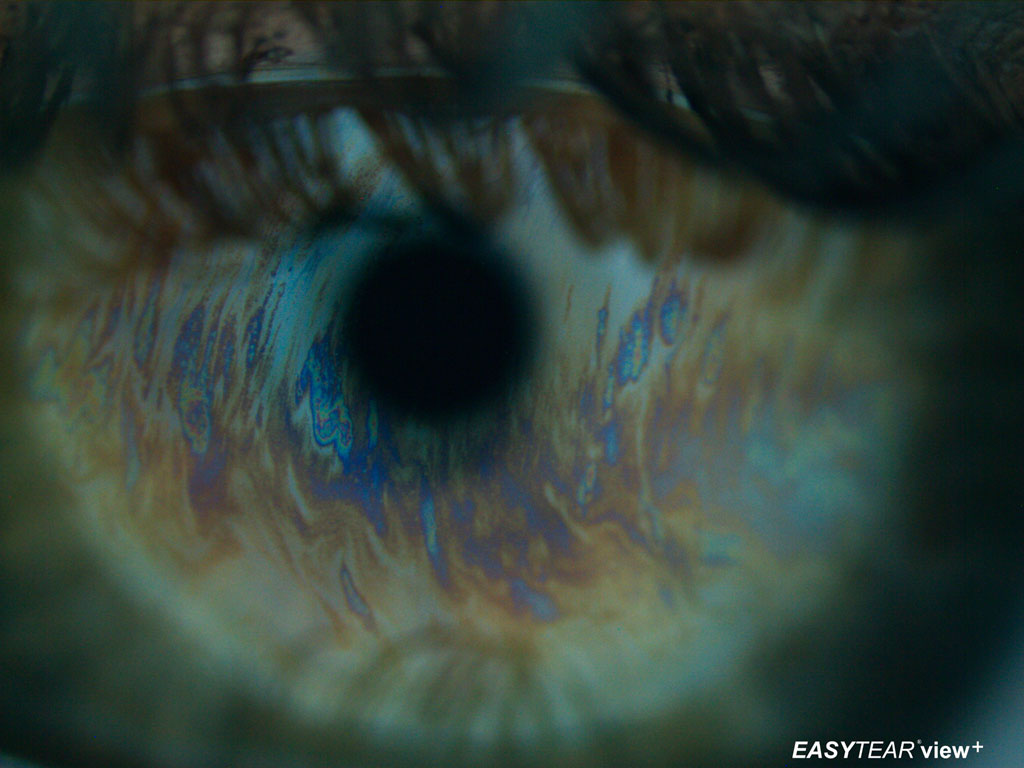
Pattern lipidico 3

L'inserimento di una lente a contatto nell'occhio induce un'importante alterazione del film lacrimale, che di conseguenza, diventa la principale ragione di discomfort nell'utilizzo delle lenti e causa di occhio secco.

## Funzionamento del lacrimoscopio
Il lacrimoscopio crea una riflessione corneale per dispersione della luce consentendo di visualizzare sul film lacrimale le frange d'interferenza che permettono di osservare e valutare lo spessore dello strato lipidico nell'occhio del soggetto esaminato. La sorgente luminosa al suo interno è di tipo neon di luce bianca.

## Applicazioni
Le applicazioni del lacrimoscopio sono le seguenti:
- Esaminare il film lacrimale
- Visualizzare e valutare i pattern dei lipidi nel film lacrimale
- Stimare la quantità, la qualità e la stabilità del film lacrimale
- Valutare il volume di lacrime osservando il menisco lacrimale
- Valutare il film lacrimale in modo non invasivo (NIBUT)

## Utilizzo odierno

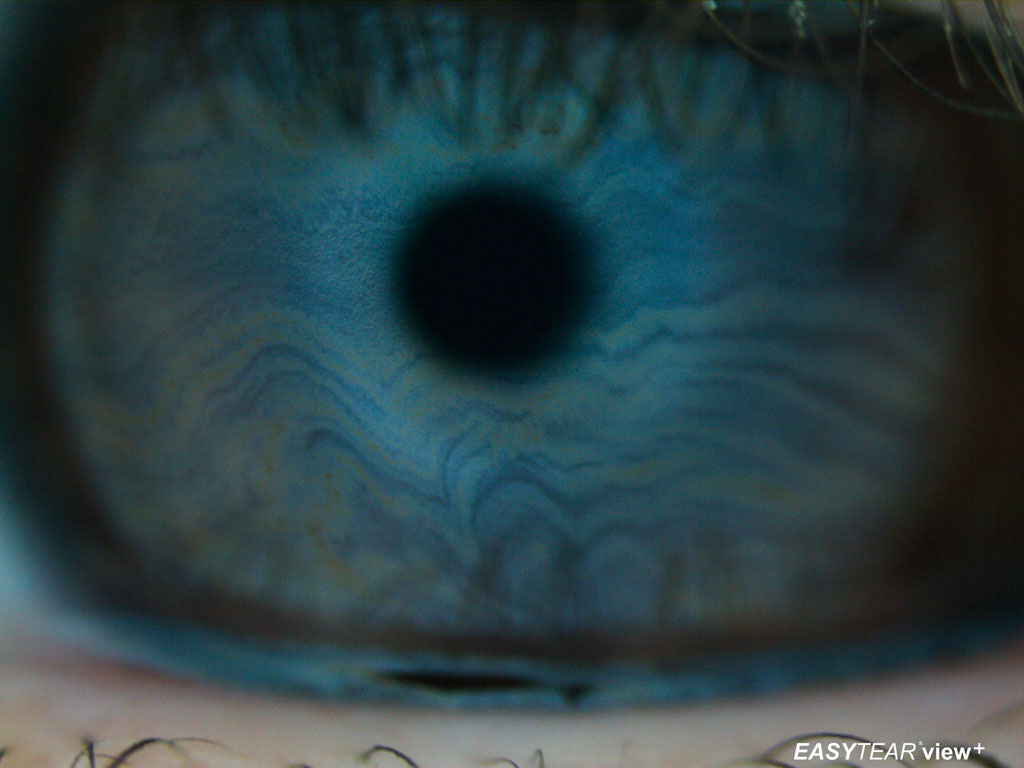
Pattern lipidico 4

Esiste da poco un modello di lacrimoscopio sviluppato e ottimizzato per creare un'ampia superficie di illuminazione corneale grazie ad un innovativo sistema ottico di dispersione della luce che permette di avere un'intensità luminosa modulabile e non eccessiva, indispensabile per valutare al meglio la situazione lacrimale naturale dell'occhio ed effettuare diagnosi più accurate. La sorgente luminosa è di tipo led per garantire una resa cromatica calibrata e costante oltre a minimizzare qualsiasi essiccazione o stimolazione del film lacrimale durante l'esame. Inoltre grazie all'aggiunta di altre fonti luminose specifiche oltre a quella bianca consente in un unico strumento di osservare e valutare agevolmente in vivo le cause delle anomalie lacrimali.

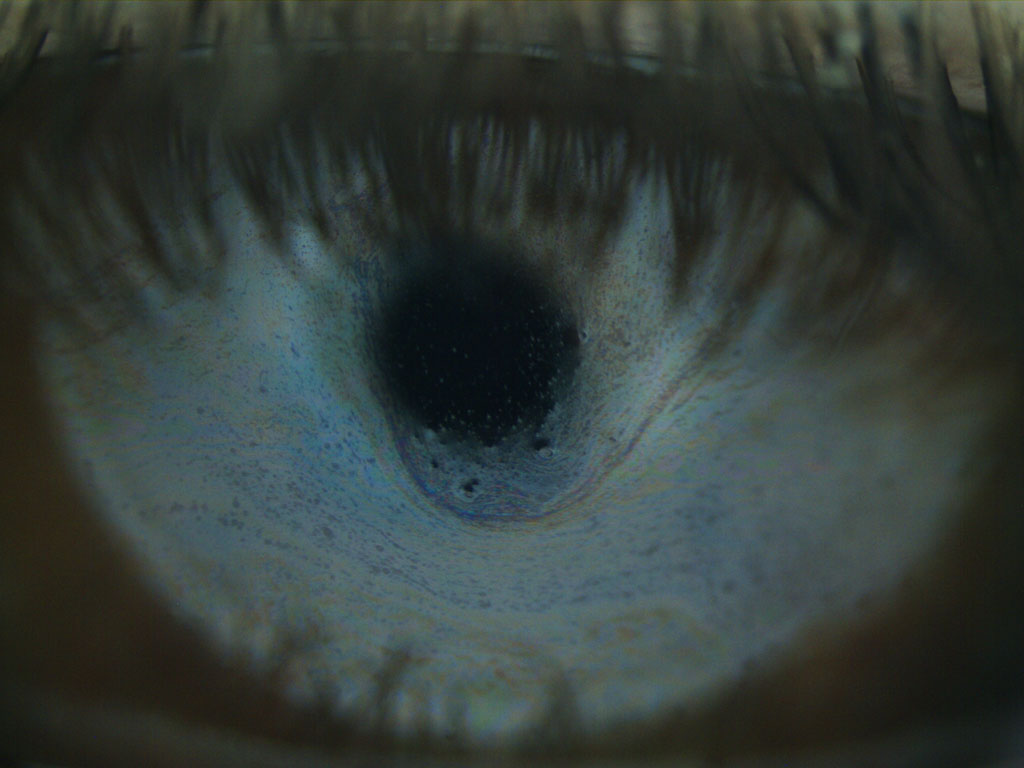
Pattern lipidico 5

I led blu (465-490 nm) che assieme ad un filtro giallo (Wratten) eccitano la fluoresceina sodica (NaFl) è possibile fare diversi tipi di osservazione ed indagine nell'occhio del paziente.
I led infrarossi (850-1000 nm) vengono utilizzati per valutare l'integrità e la funzionalità delle ghiandole di Meibomio.

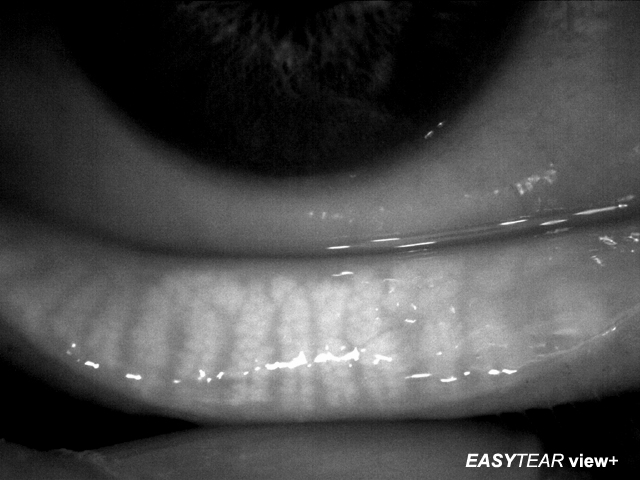
Esame con raggi infrarossi delle ghiandole di Meibomio congiuntiva tarsale inferiore

Tutte le applicazioni del nuovo lacrimoscopio:
- Esaminare il movimento film lacrimale
- Visualizzare e valutare i pattern dei lipidi nel film lacrimale
- Stimare la quantità, la qualità e la stabilità del film lacrimale
- Valutare il volume di lacrime osservando il menisco lacrimale
- Consente di valutare il quadro fluorescinico con e senza RGP
- Vedere le distorsioni della superficie corneale
- Valutare il film lacrimale in modo non invasivo (NIBUT)
- Valutare l'integrità e la stabilità del film pre-corneale (BUT)
- Valutare l'integrità delle ghiandole di Meibomio (MGD)
- Valutare la disidratazione del film lacrimale pre-lente a contatto
- Diagnosticare eventuali patologie lacrimali (sindrome di Sjögren)
- Valutare il diametro pupillare in luce scotopica e fotopica

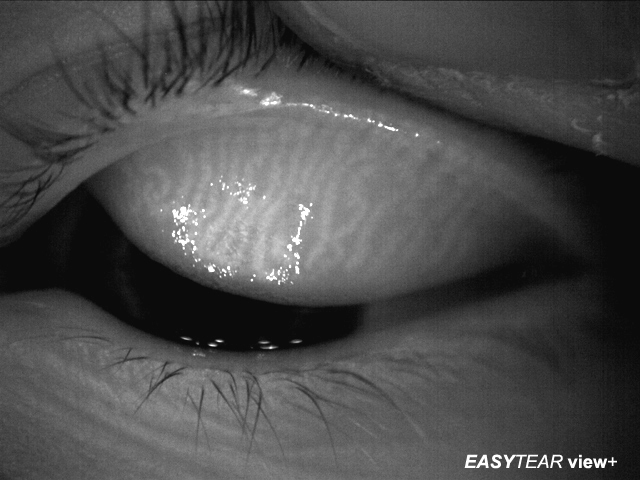
Esame con raggi infrarossi delle ghiandole di Meibomio congiuntiva tarsale superiore

## Lenti a contatto

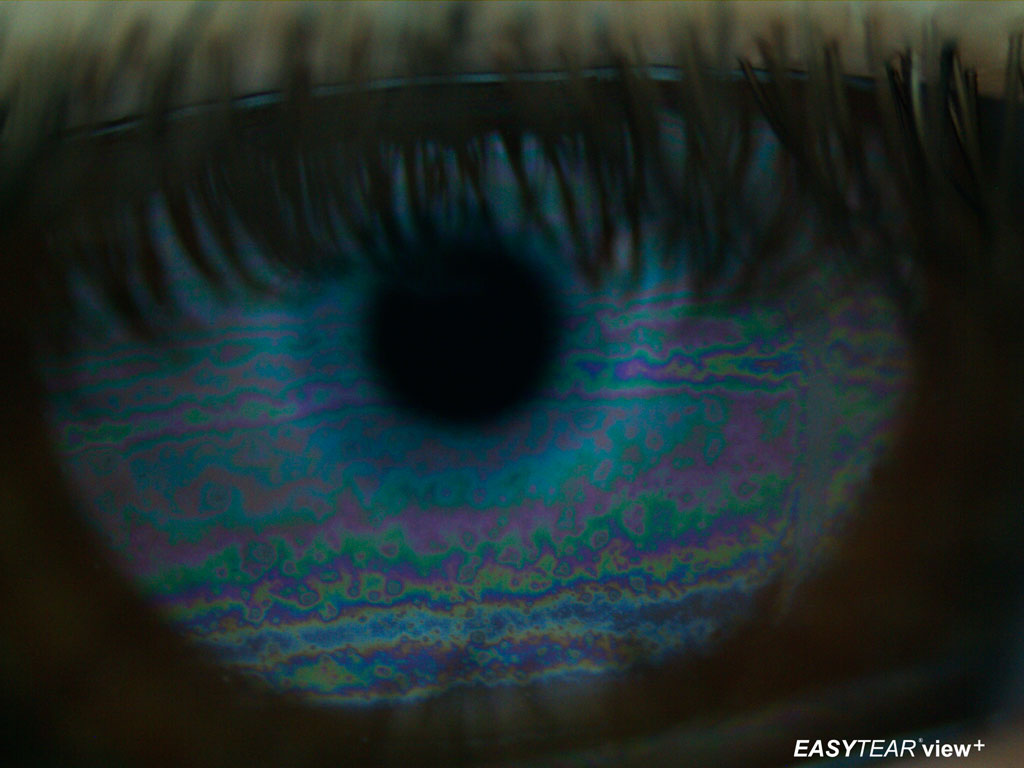
Pattern lipidico con lente a contatto RGP

L'utilizzo del lacrimoscopio nella pratica clinica è uno strumento diagnostico indispensabile per valutare al meglio la situazione lacrimale dell'occhio.
La valutazione del film lacrimale deve essere fatta sia prima sia durante l'uso delle lenti a contatto. La qualità del film lacrimale deve essere valutata sia senza che con la lente a contatto in sito.
Appena applicata, la lente a contatto viene bagnata dal film lacrimale. La capacità del film lacrimale di mantenere la propria integrità in presenza della lente è un pre-requisito fondamentale per l'utilizzo delle lenti a contatto. Difetti legati all'interfaccia lente/ film lacrimale sono indubbiamente le ragioni più comuni dell'insuccesso nell'uso delle lenti a contatto. Il sintomo più frequentemente segnalato dai portatori di lenti a contatto è la secchezza oculare, condizione che indica una problematica legata al film lacrimale.